# Кукуй (Орловская область)
Кукуй — деревня в Краснозоренском районе Орловской области России. Входит в состав Покровского сельского поселения.

## География
Деревня находится в восточной части Орловской области, в лесостепной зоне, в пределах центральной части Среднерусской возвышенности, на берегах реки Большая Чернава, на расстоянии примерно 11 км (по прямой) к юго-юго-западу от посёлка Красная Заря, административного центра района. Абсолютная высота — 200 м над уровнем моря.

### Климат
Климат умеренно континентальный, с умеренно холодной продолжительной зимой и тёплым летом. Среднегодовая температура воздуха — 4,1 °C. Абсолютный минимум температуры воздуха самого холодного месяца (января) составляет −30,2 °C; абсолютный максимум самого тёплого месяца (июля) — 36,9 °C. Продолжительность периода активной вегетации растений колеблется от 135 до 145 дней. Среднегодовое количество атмосферных осадков составляет 500—537 мм, из которых большая часть выпадает в тёплый период.

### Часовой пояс
Деревня Кукуй, как и вся Орловская область, находится в часовой зоне МСК (московское время). Смещение применяемого времени относительно UTC составляет +3:00.

## Население
| 2010 |
| ---- |
| 0    |

### Национальный состав
Согласно результатам переписи 2002 года, в национальной структуре населения русские составляли 95 % из 19 чел.

## Известные уроженцы
- Адоньев, Дмитрий Никитович (1921—1995) — советский военнослужащий, старший сержант, Герой Советского Союза.